# Mastodonsaurus
Mastodonsaurus („zub ve tvaru prsu“) je vyhynulý rod velkého temnospondylního obojživelníka, žijícího v období triasu (asi před 240 až 200 miliony let) na území dnešní Evropy.

## Popis
Mastodonsaurus byl mohutný vodní obratlovec. Byl charakteristický mírně dorzoventrálně zploštělým tělem, relativně slabými končetinami a ostrými jehlicovitými zuby v okrouhlých až trojúhelníkovitých čelistech. Byl dravý, lovil podobně jako dnešní aligátor. Do širokých čelistí chytal ryby a snad i větší obratlovce. Je možné, že neopouštěl vodu, protože pro pohyb na souši byl příliš těžký a neohrabaný.

## Velikost
Byl největším známým obojživelníkem v dějinách planety. Jen lebka mohla dosahovat délky kolem 125 cm a celková délka nezřídka přesahovala čtyři metry, délka největších zástupců se snad mohla blížit šesti metrům. Hmotnost přesahovala půl tuny, možná se blížila tuně. Podobným a zhruba ve stejné době žijícím obojživelníkem byl o něco menší cyklotosaurus a metoposaurus.